# Melanie Liburd

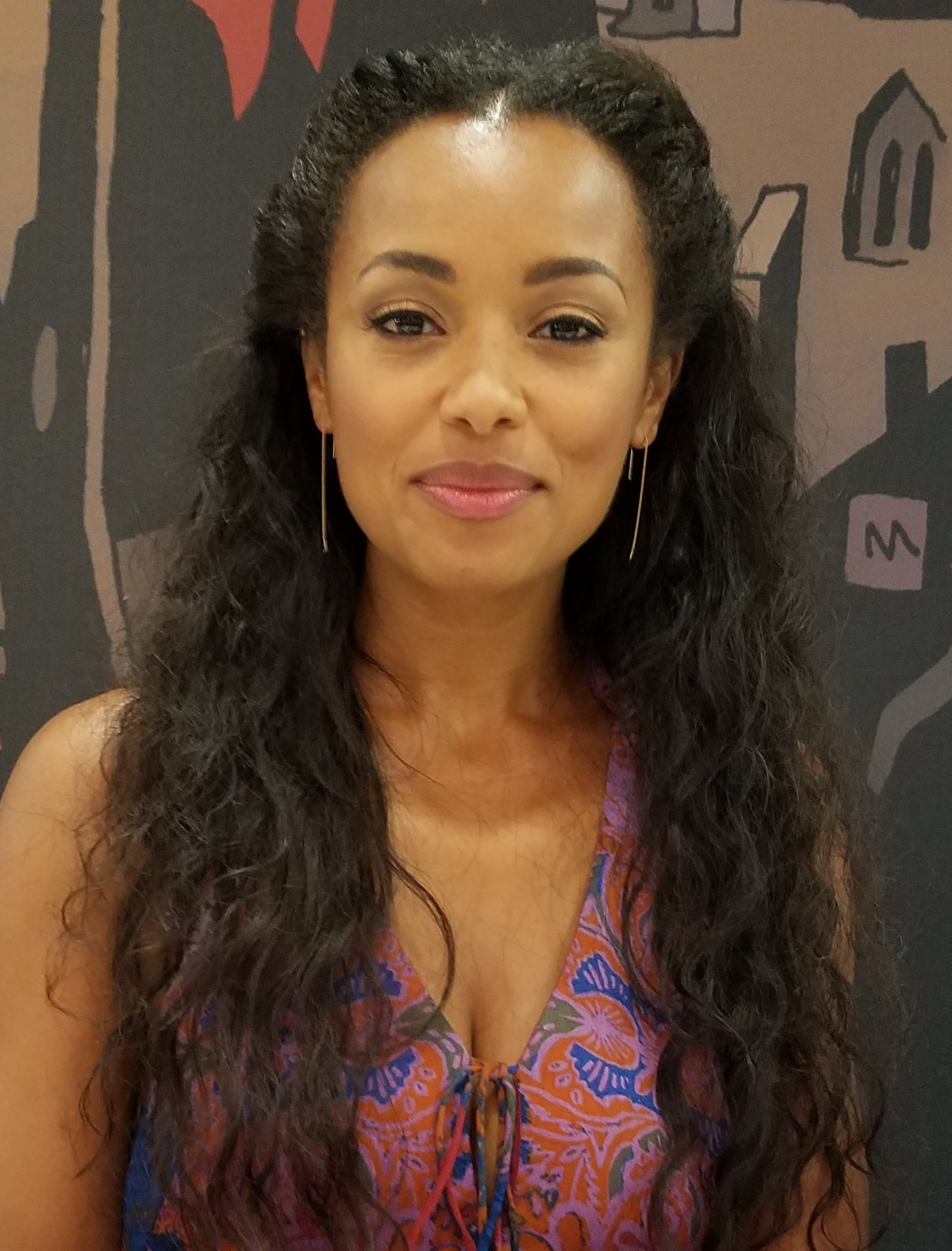
Melanie Liburd

Melanie Liburd (* 11. November 1987 in London) ist ein britisches Model und Schauspielerin.

## Leben
Melanie Liburd wurde im englischen London als Tochter von Georgina und Michael geboren. Ihre Mutter ist Engländerin und ihr Vater stammt von St. Kitts und Nevis. Sie war als Model tätig.
Liburd war in Runaway Island und CSI: Vegas zu sehen. Als Schauspielerin wurde sie 2016 durch ihre Rollen in Game of Thrones als Rote Priesterin und Dark Matter als Nyx Harper bekannt.

## Filmografie (Auswahl)
- 2012: Strike Back (Fernsehserie, 2 Episoden)
- 2013: Dracula (Fernsehserie, Episode 1x08)
- 2014: Stalker (Fernsehserie, Episode 1x01)
- 2014: CSI: Vegas (CSI: Crime Scene Investigation, Fernsehserie, Episode 15x10)
- 2015: Runaway Island
- 2015: How Sarah Got Her Wings (Heaven Sent)
- 2015: The Grinder – Immer im Recht (The Grinder, Fernsehserie, 2 Episoden)
- 2015–2017: Dark Matter (Fernsehserie, 13 Episoden)
- 2016: Game of Thrones (Fernsehserie, Episode 6x08)
- 2017: Double Play
- 2017: Gypsy (Fernsehserie, 10 Episoden)
- 2018: Brian Banks
- 2018–2021: This Is Us – Das ist Leben (This Is Us, Fernsehserie, 19 Episoden)
- 2020–2022: Power Book II – Ghost (Fernsehserie, 20 Episoden)
- 2023: Perpetrator – Ein Teil von ihr (Perpetrator)
- 2023: Alan Wake II (Videospiel, als Saga Anderson)
- 2023: The Idol (Fernsehserie, 2 Episoden)
- 2024: Bad Boys: Ride or Die